# سلفادور باييستا
ولد سلفادور باييستا فالكو الشهير باسم سالفا في 22 مايو 1975 في مدينة سرقسطة المدينة التي تمتلك أحد أهم فرق إسبانيا من حيث المكانة والتاريخ وبالرغم من أن سالفا لم يكن يهوى كره القدم حتى وهو في الثامنة عشر من عمره إلا أنه وبطلب من مدرب قطاع الشباب في الفريق الأبيض قرر الالتحاق بالفريق وترك هوايته السابقة وهي المصارعة. وبالفعل لم يكن طلب المدرب وقتها مضيعة للوقت بل كانت بداية لاكتشاف موهبة مجهولة حتى من صاحبها نفسه. وفي نفس السنة الذي التحق فيه سالفا لتدريبات فريق فئة الشباب قرر الجهاز الفني ضمه للفريق وإلحاقه بالمجموعة التي تشارك في بطولة دوري الدرجة الأولى رغم أنه لم يشارك في أي مباراة مع سرقسطة واكتفى بلعب دور البديل في بطوله الكأس إلا أنها كانت بداية الاحتراف للهداف الموهوب.
وبعدها بعامين وبتوجيه من إدارة نادي إشبيلية الأندلسي انتقل سالفا من مدينته سرقسطة ولأول مرة إلى مدينة أخرى بقصد الاحتراف مع نادي كان يعتبر من أندية الوسط في فترة منتصف التسعينات وتحديداً في موسم 1995 / 1996 وهو نفس الموسم الذي وقع فيه العقد مع النادي الأندلسي. بدأ سالفا رحلته في دوري الدرجة الأولى الإسباني لأول مرة أيضا تحت شعار إشبيلية وكان من بين اللاعبين الذين نادراً ما يشاركون كونه يلعب بنفس المركز الذي كان يلعب به المهاجم الكرواتي الشهير دافور سوكر في ذلك الموسم ولم يشارك سالفا إلا في مباراة واحدة كبديل ولم يستطع التسجيل لينهي موسمه الأول بمشاركة خجولة لكنها خطوه للأمام بالنسبة له. وبعد نهاية موسم 1995/1996 وكما كان متوقعاً رحيل سوكر إلى فريق كبير بعد مستوياته الهائلة مع اشبيلية وتحديداً إلى نادي ريال مدريد ما عزز فرصة المشاركة كأساسي لسالفا وبالتالي فتح المجال لأول مرة ليكون أساسي في الفريق وهو في الحادية والعشرون من عمره.
وفي موسمه الثاني 1996/1997 كان سالفا على موعد مع التألق والبروز وإثبات الذات ففي موسمه الأول كأساسي مع الفريق الأندلسي سجل سالفا 12 هدف في 34 مباراة أي انه كان من ضمن الأوائل في قائمه الهدافين وهذا شيء صعب أن يحققه أي لاعب خصوصا في أولى مواسمه كأساسي وفي دوري كدوري الدرجة الأولى الأسباني. ورغم تحقيقه الإنجاز الشخصي إلا انه لم يستطع مساعدة فريقه في البقاء ضمن مصاف الكبار مع انعطاف ومنزلق خطير لفريق اشبيلية الذي كان يمتع الجماهير لكنه وبدون سابق إنذار هبط إلى الدرجة الثانية ما جعل أبرز لاعبيه يتنقلون إلى فرق إسبانية أخرى ولم يكن من بينهم سالفا حيث أنه فضل البقاء مع فريقه الأندلسي أو بالأصح لم يجد العرض المناسب ليشارك في الدرجة الثانية مع إشبيلية وكان يمني النفس بالعودة السريعة.
وبعد موسم واحد في الدرجة الثانية والذي برز فيه بشكل لافت لم يعد لسالفا القدرة على التحمل والصبر في دوري الدرجة الثانية وهو في قمة عطائه وفي عز شبابه فقرر الانتقال إلى الدرجة الأولى وكانت محطته التالية فريق ذو إمكانيات ضعيفة وهو ريسينغ سانتاندر. وبدأ سالفا مشواره من الصفر مع ريسينغ سانتاندر في موسم 1998/1999 حيث وجد نفسه مجدداً تحت رحمه دكه البدلاء والإصابات ولم يكن موسمه الأول مع ريسينغ سانتاندر إلا للنسيان بعد أن شارك فقط في مباراتين في بطولة دوري الدرجة الأولى ولم يستطع أن يهز الشباك فيهما إلا أن ذلك أفضل من اللعب طوال الموسم بشكل أساسي في دوري الدرجة الثانية دون الالتفات إليه. وفي موسمه الثاني 1999/2000 تغير كل شيء بالنسبة للمهاجم الأسباني من أصل أرجنتيني حيث أنه حقق أغلى وأكبر إنجاز يحلم بتحقيقه كبار مهاجمين بطولة دوري الدرجة الأولى الإسباني ونجومه وهو لقب هداف البطولة. وأصبح الهداف الأول في البطولة برصيد 27 هدف مع بداية الألفية الجديدة وهو في عامه الخامس والعشرين ليلفت جميع الأنظار إليه ولتلتف حوله العديد من العروض الكبيرة من إسبانيا وخارجها ويبدأ اسم سالفا بالبروز مجدداً ومن المفارقة الغريبة أن سيناريو إشبيلية تكرر وهبط فريق ريسينغ سانتاندر إلى الدرجة الثانية رغم أهداف سالفا الوافرة التي لم تسمن ولم تغني من جوع ريسينغ سانتاندر للنقاط والأغرب انه استمر مع الفريق موسم واحد في الدرجة الثانية قبل الانتقال مره أخرى إلى فريق آخر.
لم يكن لسالفا إلا خيار واحد وهو تركه للشعار الأخضر والذي شهد تتويجه بلقب الهداف ليستمر في مشواره الكروي لذا قرر الذهاب بعد نهاية موسم 2000/2001 إلى مدينة فالنسيا ليمثل أحد أكبر فرق إسبانيا وأشهرها وليتقدم مشوار الاحترافي بعد نكسات الفرق التي لعب تحت شعارها. لكن هذه المرة ومع انطلاقة موسمه الكروي الأول في فالنسيا 2001/2002 كانت المعادلة معكوسة والوضع مقلوب. ورغم أن الموسم بالنسبة لمهاجم بحجم سالفا لم يكن مقنعاً من حيث الأهداف حيث لعب في 22 مباراة سجل خلالها خمسه أهداف إلا أنه حقق أول بطولة له كلاعب كره قدم وهي البطولة الأغلى في إسبانيا مع فالنسيا وهي بطولة دوري الدرجة الأولى ليثبت مكانه في الفريق لعل وعسى أن يكون موسمه التالي تحقيق لنجاح أكبر وابرز له ولفريقه. ولم يكن موسم 2002/2003 كالمتوقع بل كان موسم كارثي لسالفا فبعد مرور منتصف الموسم فقط قررت إدارة نادي فالنسيا التخلي عنه وإبعاده عن الفريق كونه لم يقدم ما يشفع له للبقاء مع الخفافيش بعد مشاركته في مباراتين وبلا أهداف.
وبالفعل حقق نادي فالنسيا مراده وأبعد سالفا عن الفريق ولو مؤقتا حيث أعاره إلى نادي بولتون واندررز الإنجليزي الذي كان وقتها يستقطب اللاعبين للمنافسة على البقاء فوقع الاختيار على سالفا ليكمل النصف الثاني من الموسم في بطولة دوري الدرجة الممتازة الإنجليزية والتي كانت بداية الضياع أو التخبط لسالفا في مشواره الكروي والتنقل من فريق إلى آخر. فبعد موسم مرهق وفاشل بالنسبة لسالفا أكملت إدارة نادي فالنسيا إعارته للموسم الثاني على التوالي لكن هذه المرة كانت في إسبانيا وتحديدا مع نادي مالقا. ولم يكن لسالفا سوى تأكيد نجوميته في موسم 2003/2004 مع فريق مالقا حيث لعب مع الفريق الأزرق 34 مباراة سجل من خلالها 18 منها خماسيته الشهيرة في مرمى فريق برشلونة ليعيد بذلك الاعتبار لنفسه ولنجوميته الضائعة والمتخبطة ولو مع فريق كفريق مالقا.
كان ذلك الموسم بالتحديد هو الموسم الأخير الذي شهد فيه استقرار سالفا المميز فبعد إغراءات ومغازلة نادي أتلتيكو مدريد به قرر اللاعب الانتقال وبدون تردد إلى ملعب فيسنتي كالديرون بعد صفقة شراء بين فالنسيا وأتلتيكو مدريد وقع بموجبه على عقد مع الفريق المدريدي لمدة ثلاث سنوات. وكانت المؤشرات تثبت بأنها صفقه ناجحة لنادي أتلتيكو مدريد الذي كان في طور البناء والتقدم وقد جلب العديد من نجوم خط الوسط والهجوم ليعيد سمعته الكروية من بين فرق إسبانيا لكن ما يكتب على الورق لا يعكس ما يحصل على أرضية الملعب فما أن مرت عدة أسابيع حتى اتضح لمسئولي نادي أتلتيكو مدريد وسالفا عدم التوافق بينهما وبعد 28 مباراة سجل خلالها سبعه أهداف قرر الطرفان التخلي عن فكرة الاستمرار وبالتالي العودة السريعة إلى فريقه المتواضع مالقا.
ومنذ موسم 2005/2006 لم يحقق سالفا أي إنجاز حقيقي حتى انه لم يعد قادراً على تسجيل الأهداف الوافرة كما كان يفعل في السابق ففي هذا الموسم بالذات سجل سالفا ستة أهداف في 34 مباراة وبالتالي تكرر سيناريو هبوط الفرق التي يلعب بها مع مالقا هذه المرة بجانب هبوطه بالمستوى أيضا. وفي الموسم التالي 2006/2007 قرر سالفا البقاء مع الكبار حتى ولو كان تحت شعار ليفانتي الضعيف جداً بل يعد اضعف فريق مثله منذ احترافه كره القدم لكن شاءت الظروف أن يرتمي إلى أحضانه لعل وعسى أن يعيد شيء مما فقده منذ سنوات. فكان موسم جيد لسالفا كونه تعرض لإصابة أبعدته عن الملاعب لكنه سجل خمسه أهداف في 14 مباراة وكان له دور بارز في بقاء الفريق ضمن دوري الدرجة الأولى دوري الدرجة الأولى.
في موسم 2007/2008 كان سالفا محترف في صفوف نادي إنيرجي كوتبوس الألماني ولم يبرز إلا قليلاً حيث الأجواء في ألمانيا لم تساعده في التأقلم والبروز وإظهار موهبته خارجياً لتفشل تجربته الثانية خارج إسبانيا ويعود مره أخرى إلى مالقا الفريق الذي يراهن على نجوميته للمرة الثالثة ويحتضنه ليكون من بين المتواجدين في بطولة دوري الدرجة الأولى موسم 2008/2009.

## روابط خارجية
- سلفادور باييستا على موقع قاعدة بيانات كرة القدم.إي يو (الإنجليزية)
- سلفادور باييستا على موقع ناشيونال فوتبول تيمز (الإنجليزية)
- سلفادور باييستا على موقع Soccerbase.com (لاعب) (الإنجليزية)
- سلفادور باييستا على موقع Soccerway.com (الإنجليزية)
- سلفادور باييستا على موقع عالم كرة القدم.نت (الإنجليزية)